# Stijena, Podgorica
Stijena este un sat din municipiul Podgorica, Muntenegru. Conform datelor de la recensământul din 2003, localitatea are 390 de locuitori (la recensământul din 1991 erau 309 locuitori).

## Demografie
În satul Stijena locuiesc 320 de persoane adulte, iar vârsta medie a populației este de 41,1 de ani (39,2 la bărbați și 43,3 la femei). În localitate sunt 122 de gospodării, iar numărul mediu de membri în gospodărie este de 3,20.
Populația localității este foarte eterogenă.
|  |

| Demografie | Demografie | Demografie |
| An         | Locuitori  | Locuitori  |
| ---------- | ---------- | ---------- |
|            |            |            |
|            |            |            |
|            |            |            |
|            |            |            |
| 1948       | 640        |            |
| 1953       | 683        |            |
| 1961       | 701        |            |
| 1971       | 621        |            |
| 1981       | 540        |            |
| 1991       | 309        | 308        |
| 2003       | 390        | 390        |

| \| Componența etnică conform recensământului din 2003[2] \| Componența etnică conform recensământului din 2003[2] \| Componența etnică conform recensământului din 2003[2] \| Componența etnică conform recensământului din 2003[2] \| Componența etnică conform recensământului din 2003[2] \| \| ----------------------------------------------------- \| ----------------------------------------------------- \| ----------------------------------------------------- \| ----------------------------------------------------- \| ----------------------------------------------------- \| \| \| \| \| \| \| \| Muntenegreni \| Muntenegreni \| \| 207 \| 53,07% \| \| Sârbi \| Sârbi \| \| 172 \| 44,1% \| \| Croați \| Croați \| \| 1 \| 0,25% \| \| Italieni \| Italieni \| \| 1 \| 0,25% \| \| Iugoslavi \| Iugoslavi \| \| 1 \| 0,25% \| \| necunoscută \| necunoscută \| \| 1 \| 0,25% \| |              |  |     |        |
| Componența etnică conform recensământului din 2003 |              |  |     |        |
| |              |  |     |        |
| Muntenegreni | Muntenegreni |  | 207 | 53,07% |
| Sârbi | Sârbi        |  | 172 | 44,1%  |
| Croați | Croați       |  | 1   | 0,25%  |
| Italieni | Italieni     |  | 1   | 0,25%  |
| Iugoslavi | Iugoslavi    |  | 1   | 0,25%  |
| necunoscută | necunoscută  |  | 1   | 0,25%  |